# Słownik Rastafari

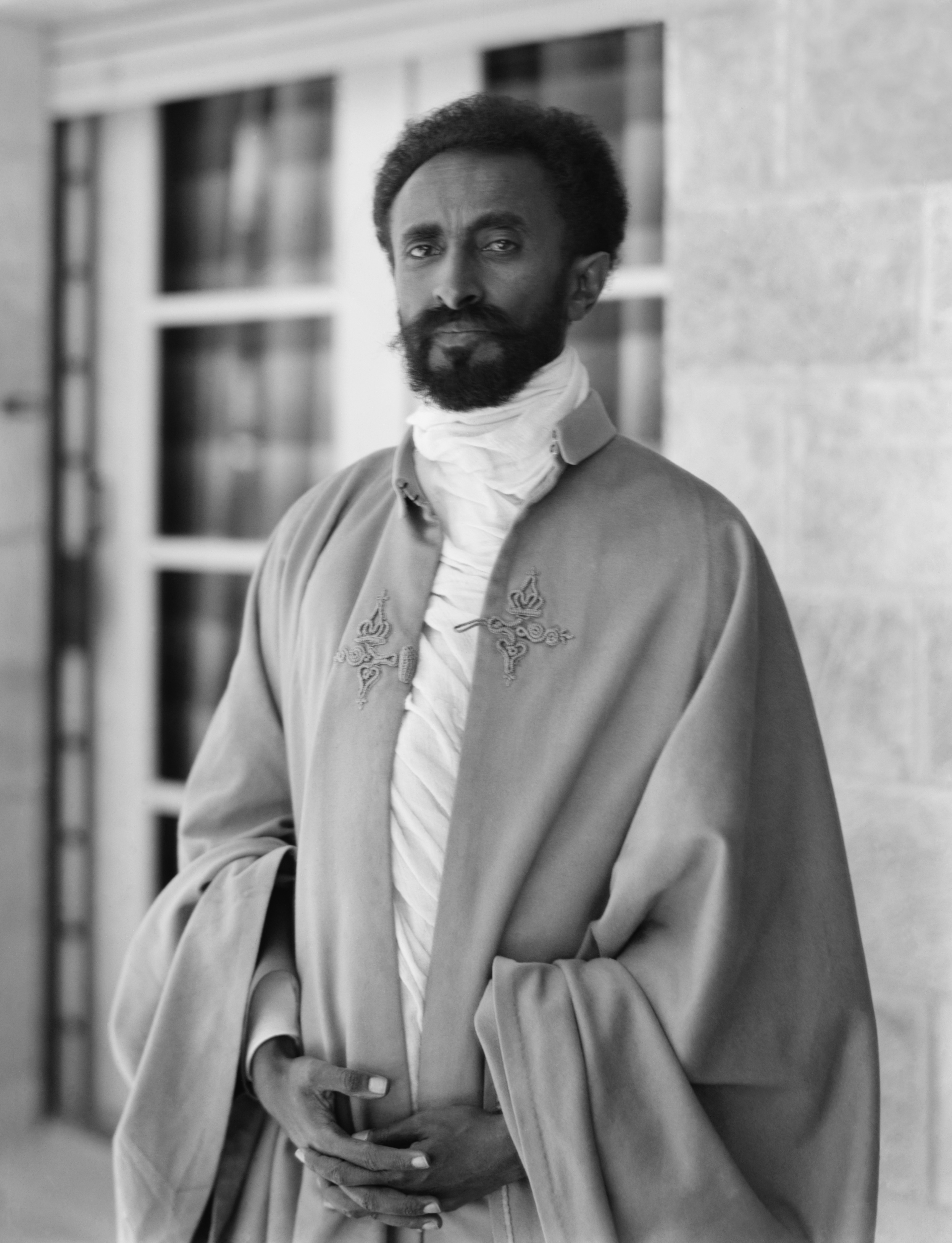
Haile Selassie I

Słownik Rastafari – zbiór charakterystycznych słów używanych przez członków ruchu Rastafari, często pochodzących z języka jamajskiego lub angielskiego. Powstał na Jamajce wraz z krzepnięciem ruchu w latach 30.

## Słowa zJalubI
- I – angielskie słowo oznaczające Ja, czyli samego siebie. Nie używa się formy „me”, gdyż zaznacza ona odrębność człowieka od innych, co zdaniem Rasta nie zawsze jest dobre.
- Ja i Ja (I and I) – wyrażenie oznaczające pełną duchową jedność Boga i ludzi. Mówi ona, że Bóg jest w każdym z ludzi i jednocześnie wszyscy ludzie są jednym w Bogu. Każdy rasta czuje się osobiście związany jednością z Bogiem i każdym współwyznawcą.
- I-tal – jedzenie akceptowane przez Rasta. Słowo wywodzi się z angielskiego słowa vital, którego początkowa sylaba zastąpiona jest przez I, co ma oznaczać poczucie jedności mówiącego z całą naturą i jest często stosowane w angielszczyźnie rasta. Mimo że są różne interpretacje Ital w odniesieniu do specyficznych rodzajów żywności, to ogólną zasadą jest że żywność winna być naturalna, albo „czysta” i pochodząca z ziemi. Rasta unikają żywności, która jest chemicznie zmodyfikowana albo zawiera sztuczne dodatki (na przykład koloryzujące, smakowe, poprawiające trwałość) włączając w to sól.
- Ja-man (I-man) – wewnętrzna duchowość każdego, wierzącego Rastamana
- Irie – dobre emocje oraz wszystko co pozytywne

## Inne
- Jah – skrót oznaczający Jahwe
- Dreadlocki – splecione i utapirowane włosy, wywodzące się z Nazireatu. Symbolizują jedność z naturą, symbolizują też grzywę Lwa Judy. Niemniej, nie trzeba mieć dredów, by podążać drogą rasta. „You don’t haffi dread to be rasta” – głoszą słowa „Don’t Haffi Dread”, jednej z popularnych piosenek z kręgu rasta autorstwa Morgan Heritage. Rastafarianie uznają tylko naturalne dredy.
- Babilon – określenie wszelkiego zła. Władze, grzesznicy i ludzie goniący za pieniądzem są według Rasta Babilonem. Wszyscy oni określenia skłaniają się ich zdaniem do zła, dlatego zaczęli używać biblijnego określenia, zaczerpniętego z Apokalipsy św. Jana
- H.I.M. (His Imperial Majesty (Jego Cesarska Mość), czytane jako him (z angielskiego „on”) – skrót oznaczający Haile Selassie I
- Syjon – miejsce gdzie dążą Rasta, bez zła i rasizmu. Często interpretowany jako Afryka, lub po prostu Niebo
- Nierządnica z Babilonu – alegoryczne przedstawienie najwyższego zła.
- Rastaman – kolokwialna nazwa osoby idącej drogą Rastafari i w różnym stopniu przestrzegającej jej nakazów i zakazów
- Lew Judy – zwierzę symbolizujące nieustraszoność, samego Jah, Jezusa (interpretacja z Księgi Objawienia) oraz częściowo Ras Tafariego (był to jeden z jego tytułów królewskich)
- Gyal – dziewczyna, kobieta
- Bwoy – chłopak, mężczyzna
- Bless Ya – oznacza błogosławieństwo boże